# حزب کمونیست گرجستان
حزب کمونیست گرجستان (گرجی: საქართველოს კომუნისტური პარტია؛ روسی: Коммунистическая партия Грузии) یک حزب سیاسی در گرجستان شوروی بود. پس از ۲۵ فوریه ۱۹۲۱، هنگامی که ارتش شوروی وارد پایتخت گرجستان تفلیس شد و دولت بلشویکی به ریاست فیلیپ ماخارادزه تشکیل داد، گرجستان به عنوان یک جمهوری شوروی سوسیالیستی گرجستان در اتحادیه شوروی گنجانیده شد. پس از قیام اوت ۱۹۲۴ در گرجستان، این کشور تا سال ۱۹۳۶ در جمهوری فدراتیو سوسیالیستی قفقاز جنوبی شوروی گنجانیده شد. در طی دوران خود به عنوان گرجستان شوروی، این کشور توسط دبیرکل حزب کمونیست گرجستان اداره می‌گشت از جمله؛ سامسون مامولیا، لاورنتی بریا، کاندید چارکویانی، واسیل ماخارادزه و ادوارد شواردنادزه.
جانشین این سازمان در سال ۱۹۹۲ پس از اعلام استقلال گرجستان در سال ۱۹۹۱ و فروپاشی شوروی و حزب کمونیست، به نام حزب کمونیست گرجستان اعلام موجودیت کرد.